# Nivå (å)
Nivå er en omkring 7,5 kilometer lang å, der løber ud i Øresund ved byen Nivå. Den kommer fra Grønholt Hegn nord for Karlebo, og løber mod øst. Ved Jellebro løber den under en bro fra 1787 der bærer Brønsholm Kongevej; over buen står Christian 7.s navnetræk. Den får ved Nivå Mølle tilløb fra Usserød Å der kommer fra syd, og afvander Sjælsø og området der omkring. Den fortsætter videre mod øst, under en granitbro med jernbanen, forbi Nivaagaards Teglværk, og løber ud i Nivå Bugt ved Nivå Bugt Strandenge syd for Nivå Havn og Strandpark.

## Tilløb
Nivåen har tilløb fra:
- Krydsmose sydvest for Lønholt
- Stormose sydvest for Lønholt
- Grønholt å sydøst for Lønholt
- Bassebæk fra syd
- Usserød Å fra syd
- Langstrup Å fra nord
- Langstrup Mose fra nord
- Lønholt Mose fra nord

## Fredning
I 1950, efter Strandvejens forlægning over engene langs Nivå Bugt, blev området mellem vejen og vandet fredet. I 1988 blev denne fredning udvidet til at omfatte en større såkaldt landskabskile mellem Nivå-Niverød byområde mod nord og Kokkedal byområde mod syd, hvilket fredede område derved kom til at omfatte Nivåen på en væsentlig del af dennes forløb.

## Fugle
Nivåens udløb anses af ornitologer som en vigtig træklokalitet for ikke-ynglende vandfugle, rovfugle og dagtrækkende landfugle.
Ved Nivåens udløb er blandt andet konstateret følgende fuglearter: Isfugl. knopsvane, sangsvane, gravand, gråand, troldand, hvinand, mudderklire, almindelig ryle, musvåge, spurvehøg, Havørn, fiskeørn, ringdue, krage, allike, drosler.